# Зошит смерті (мюзикл)
Зошит смерті (англ. Death Note) — мюзикл, створений за мотивами однойменної японської манґи Цугумі Оба та Такеші Обата. Музику до мюзиклу написав бродвейський композитор Френк Уайлдхорн. Автор текстів — Джек Мерфі, автор лібрето — Іван Менчіелл. 
Розробку мюзиклу анонсували в грудні 2013 року. Світова прем’єра мюзиклу відбулася 6 квітня 2015 року в Nissay Theatre в Токіо, Японія, а в липні того ж року в Opera House of Seongnam Arts у Сеулі показали корейську версію мюзиклу.

## Синопсис

### Акт I
Лайт Яґамі – геніальний старшокласник з Токіо, який зневажає злочинців. Він висловлює своє розчарування своєму вчителю, і однокласники стають на його бік, коли він висвітлює провали системи правосуддя («Where is the Justice?»). Тим часом два Шиніґамі («боги смерті») на ім'я Рюк і Рем обговорюють, наскільки жалюгідні люди, а потім Рюк, шукаючи розваг, скидає в світ людей надприродний зошит під назвою «Зошит смерті» («They're Only Human»). Лайт знаходить його на вулиці і жартома пише ім’я злочинця, який наразі тримає групу дітей у заручниках («Change the World»). Коли злочинець помирає, Лайт спочатку жахається - до тих пір, поки ненависть до злочинців не спонукає його використовувати Зошит смерті для позбавлення світу від злочинності. Лайт починає серію вбивств, які швидко привертають увагу поліції («Hurricane»). Слідом за цим начальник поліції Соітіро Яґамі, батько Лайта, неохоче пропонує залучити до розслідування загадкового детектива L.

Зошит смерті

Поки Лайт гортає Зошит смерті у своїй кімнаті, з’являється Рюк і пояснює, що він є справжнім власником цього зошиту. Він також говорить, що, коли прийде час, впише ім'я самого Лайта у Зошит. Рюка можуть побачити лише ті, хто доторкнувся до його Зошиту смерті – це наочно видно, коли до кімнати вривається маленька сестра Лайта Саю, яка абсолютно не звертає уваги на присутність Рюка. Коли вона йде, Лайт розкриває Рюку свій план врятувати світ, і показує йому, що користувачі в Інтернеті називають того, хто коїв ці вбивства, ім’ям «Kira» (походить від англ. «killer» – «вбивця»). Рюк сміється з того, що народний «герой – насправді лише нахабний підліток, і зізнається, що він не обирав Лайта навмисно для якоїсь місії, а скинув Зошит смерті на землю просто з нудьги («Kira»). Потім Лайт і Саю відвідують концерт знаменитої співачки Амане Міси, яка присвячує свій виступ Кірі («I'm Ready»). Після цього Саю каже, що вважає дії Кіри неправильними, а Лайт запитує, що вона сказала би Кірі, якби зустріла його. Він залишається приголомшений її відповіддю – вона наказала б йому зупинитися і краще наслідувати приклад її брата; у той самий час Міса розмірковує над тим, наскільки вона боготворить Кіру («We All Need a Hero»).
Повернувшись додому, Лайт переглядає трансляцію Інтерполу, в якій L розкривається і обіцяє зловити Кіру, чим провокує Лайта записати ім'я детектива в Зошит смерті. Однак це виявляється пасткою; після смерті чоловіка в ефірі звучить голос справжнього «L», який пояснює, що чоловік, який виступав на трансляції, був злочинцем, призначеним до страти. L завершує трансляцію висновком, що Кіра перебуває в регіоні Канто, та розмірковує над їхньою майбутньою битвою, а також викриває, що його опонент – старшокласник («The Game Begins»). Лайт, який недбало потрапив в пастку L, намагається зачаїтись та дізнатись більше про Зошит смерті від Рюка. Його вражає можливість за допомогою Зошита маніпулювати діями людей перед смертю. Соітіро заходить у кімнату і обговорює справу зі своїм сином, а також розповідає, що L зіставив час вбивств і зробив висновок, що Кіра є студентом. Потім Соітіро заявляє, що L не мав права жертвувати кимось замість себе під час трансляції, і радить Лайту завжди дотримуватись закону, не знаючи, що він і є Кіра («There Are Lines»).
L визначає, що Кірі для вбивства потрібні ім’я та обличчя. Лайт просить Рюка, який бачить ім’я кожної людини в неї над головою, сказати йому ім’я L, якщо вони коли-небудь зустрінуться. Натомість Рюк пропонує подарувати Лайту його власні «Очі Сініґамі» в обмін на половину того часу, який Лайту залишилося прожити. Лайт відмовляється. Він змінює графік вбивств, тим самим виявляючи зв'язок Кіри з поліцією і наводячи підозри L на слідчу групу. Лайт впевнений, що оперативна група висуне зустрічне звинувачення і цим викриє особистість L. Вони обидва обмірковують, до чого призведе їх гра («Secrets and Lies»). Потім в ефірі новин повідомляється, що ФБР направило кількох агентів до Японії, що спонукає Лайта до дій. Він знаходить профіль одного агента, Гейлі Белля, у соціальних мережах. Записуючи ім'я Белля у Зошит, Лайт вказує, що вони мають зустрітись на станції Шінджюку, де агент перед самогубством запише імена своїх колег на уривок одного з листів Зошиту смерті («Hurricane (Reprise)»).
Дізнавшись про смерть агентів ФБР, оперативна група розривається між своїм обов’язком зловити Кіру та страхом бути вбитим. Соітіро дає кожному можливість піти, спонукаючи колег залишити справу («Change the World (Reprise)»). Лайт і Л слухають з різних місць, як громадяни вихваляють Кіру, і детектив присягається притягнути злочинця до відповідальності. Раптом з неба падає другий Зошит смерті. Його знаходить Міса, яка перед цим втекла від переслідувача («Where is the Justice? (Reprise)»).

### Акт II
Після того, як натовп ще раз вихваляє Кіру («Where is the Justice? (Reprise)»), Рем з'являється перед Місою. Рем розказує, що Зошит смерті, який потрапив до неї, належав Шиніґамі на ім'я Гелус. Гелус порушив закон Шиніґамі, коли врятував Місу від переслідувача, і негайно перетворився на пісок. Міса пояснює, що Кіра покарав чоловіка, який вбив її батьків, і благає Рем дати їй Очі Сініґамі, щоб вона могла йому допомогти («Mortals and Fools»). Тим часом члени оперативної групи зізнаються Соітіро, що не довіряють L, а також висловлюють підозру, що він насправді і є Кіра. L з'являється перед ними і каже про власного підозрюваного – Яґамі Лайта. L збирається придивитись до хлопця пильніше і знайомиться з молодим генієм у коледжі, несподівано викриваючи йому той факт, що він і є L. Поки ці двоє планують пастки один для одного, Міса пише нову пісню, де в підтексті заявляє про її відданість Кірі («Stalemate»). Вона записує і передає телевізійній станції повідомлення як «Другий Кіра» та просить першого Кіру про зустріч у районі Шібуя. Це бентежить Лайта, але розважає Рюка («I'll Only Love You More»). Це повідомлення також змушує L припустити можливість існування надприродної сили – Сініґамі («The Way Things Are»).
Наступного дня в Шібуї люди радісно зустрічають новину про існування двох Кір, сподіваючись, що вони об’єднають зусилля («Where is the Justice? (Reprise)»). Потім Лайт і Міса зустрічаються і представляють своїх Шиніґамі один одному. Коли Міса просить його стати її бойфрендом в обмін на її допомогу, Лайт маніпулює нею, щоб розкрити ім'я члена оперативної групи, який стежить за ними. Це дуже лякає Рем. Погодившись зустрітися у студентському містечку, Лайт і Міса йдуть, а Рюк та Рем залишаються та обмірковують ситуацію. Рюк попереджає Рем, що їй не варто надто прив’язуватись до Міси («Mortals and Fools»). Тим часом L продовжує звинувачувати Лайта, що призводить до бурхливої суперечки із Соітіро, у фіналі якої L викриває, що офіцер, який стежив за Лайтом, покінчив життя самогубством. Переконаний, що обидва Кіри працюють разом, L змушує Соітіро поставити під сумнів свою віру в сина («Honor Bound»).
Повернувшись до коледжу, L кидає виклик Лайту через гру у теніс, напруга їхнього розумового бою перетворюється на матч («Playing His Game»). Лайт перемагає та намагається виявити, чому L підозрює саме його, після чого приходить Міса. Лайт знайомить її з L, дозволяючи Місі побачити справжнє ім'я останнього («Playing His Game (Reprise)»). Однак на конверті, який було надіслано телеканалу, L знаходить докази того, що Міса пов’язана з Другим Кірою, і він заарештовує її до того, як в неї з’являється нагода повідомити його справжнє ім’я Лайту. L наказує зав’язати дівчині очі і прикувати її до хреста, і таким чином намагається змусити Місу зізнатися у своїх злочинах, але вона залишається незламною. Соітіро дивиться на це із жахом; він попереджає, що L заплатить за катування Міси, а також повертає собі віру в сина («Borrowed Time»). Потім Рем заходить у камеру Міси, пропонуючи стерти їй пам’ять про Зошит смерті, щоб вона не зрадила Лайта. Міса погоджується, залишаючи Рем з розбитим серцем («When Love Comes»). Потім Рем знаходить Лайта і Рюка, і в цей момент Лайт наказує їй вписати ім'я L у Зошит смерті. Рем вимушено погоджується і організовує смерть L так, як хоче Лайт, і зрештою жертвує собою, щоб врятувати Місу.
Сцену фіналу сплановано, і L вирушає на зустріч із Лайтом до закинутого складу на пристані Дайкоку («The Way Things Are (Reprise)»). Там L бере Лайта на приціл, після чого останній зізнається у своїх злочинах і розповідає йому і про Зошит смерті, і про Рюка. Лайт тішиться перемогою, адже Рем вже вписала ім'я L у Зошит («The Way It Ends»). L стріляє у свого ворога, але це є частиною плану Лайта – він скаже Соітіро, що L був справжнім Кірою і намагався його вбити. Лайт планує, що це дозволить йому приєднатись до оперативної групи і врешті-решт маніпулювати поліцією. Однак L, якого запис у Зошиті смерті змушує покінчити життя самогубством, перед смертю попереджає Лайта, що гра ще не закінчена. Рюк вітає Лайта з перемогою, але потім скаржиться, що життя знов стане нудним без протистояння Лайта із L, і пише ім’я Лайта в свій Зошит смерті, поки той просить пощади. Лайт оголошує себе «Богом Нового Світу» перед смертю («Hurricane (Reprise 2)»). Зауваживши, що зусилля всіх героїв були безглуздими, Рюк забирає Зошит смерті і йде.
Люди сумують за Кірою. Соітіро і Саю знаходять тіла на складі, але не можуть зрозуміти, що насправді сталося з Лайтом. Тим часом Міса знаходить останки Рем і розвіює їх за вітром, знаменуючи останню смерть та кінець історії («Requiem»).

## Постановки
До Уайлдхорна звернулися з проханням написати цей мюзикл ще в 2013 році. Він до цього не чув манґу, ані про аніме, але його син переконав його погодитись.  Перед прем'єрою в Токіо, в квітні 2014 року відбулася презентація мюзиклу в Нью-Йорку. У касті були Енді Келсо, Роберт Кучіолі та Едрієнн Уоррен. У грудні 2014 року було створено англомовний концепт-альбом, в записі якого взяли участь Джеремі Джордан у ролі Лайта, Джарод Спектор у ролі L, Ерік Андерсон у ролі Рюка, Кері Манолакос у ролі Рем, Майкл Леннінг у ролі Соітіро, Едрієнн Уоррен у ролі Міси та Лора Оснес у ролі Саю. На початку 2015 року вісім пісень з альбому випустили онлайн. Незважаючи на те, що від самого початку було написано англомовні тексти, жодної англомовної постановки шоу не анонсовано. 
Прем’єра мюзиклу відбулася 6 квітня 2015 року; прем’єрний блок тривав до 29 квітня 2015 року в Nissay Theatre у Токіо, Японія, при цьому Кендзі Урай та Гаято Какідзава поділили роль Лайта. L – Теппеі Коіке, Рюк – Котаро Йошіда, Міса – Фука Юзукі, Рем – Мегумі Гамада, Соітіро – Такесі Кага, і Саю –  Амі Маесіма. 
Корейська версія йшла в Сеулі з 11 липня 2015 року по 11 серпня 2015 року. В ній виступив абсолютно новий склад акторів, роль Лайта виконав Хон Кван-хо, а Кім Джунсу зіграв детектива L.
Корейський спектакль показували знову з 3 по 26 січня 2017 року в Оперному театрі Центру мистецтв Сеула. Більшість ролей виконували актори з прем'єрного складу, зміни торкнулись лише ролей Лайта і Міси – їх зіграли відповідно актор мюзиклів Хан Джі-сан та естрадна співачка BEN. Ці покази «Зошиту смерті» стали останнім проектом Кіма Джунсу перед тим, як він розпочав обов'язкову військову службу в армії Південної Кореї. З 21 по 23 липня 2017 року в The National Taichung Theater у Тайвані відбувся короткий блок із 4 показів з китайськими субтитрами. На сцені грали здебільшого актори японської версії.
Ще один японський тур, який розпочався 20 січня 2020 року в Toshima Ward Arts & Culture Theater в Токіо, може стати потенційним плацдармом для майбутніх міжнародних постановок. У цій версії Рьота Мураї і Сьома Каї виступають у ролі Лайта, Фу Такахасі — у ролі L, Сакура Кірю — у ролі Міси, Ейдзі Йокота — у ролі Рюка, Пак Хьо-на повернулась до ролі Рем, Кійотака Імаї у ролі Соітіро та Гірарі Нісіда в ролі Саю. Режисер постановки - Тамія Куріяма, він же керував і попередніми японськими та корейськими постановками
Ліцензована концертна версія мюзиклу «Зошит смерті» Death Note: The Concert була презентована в Москві (Росія) 17 квітня 2021 року в концертному залі «МИР».
У концерті взяли участь солісти московських та петербурзьких мюзиклів. Концерт відбувався із супроводом оркестру. Режисер: Антон Преснов. Музичний керівник: Маріам Барська. Продюсер: Кирило Олешкевич (Продюсерський центр «Penta Entertainment»)

## Музичні номери[12]

### Акт I
- "Overture" (Увертюра) — Ансамбль
- "Where is the Justice?" (Де справедливість?) — Лайт, Вчитель, учні
- "They're Only Human" (Вони лише люди) — Рюк, Рем
- "Change the World" (Змінити світ) — Лайт, Ансамбль
- "Hurricane" (Ураган) — Лайт
- "Kira" (Кіра) — Рюк, Ансамбль
- "I'm Ready" (Я готова) — Міса, бек-вокал
- "We All Need a Hero" (Нам усім потрібен герой) — Саю, Міса
- "The Game Begins" (Гра починається) — L
- "There Are Lines" (Є така межа) — Соітіро, Лайт
- "Secrets and Lies" (Таємниці та омани) — L, Соітіро, Лайт
- "Hurricane (Reprise)" (Ураган (реприза)) — Лайт
- "Change the World (Reprise)" (Змінити світ (реприза)) — поліцейські
- "Where is the Justice? (Reprise)" (Де справедливість? (реприза)) — Лайт, L, Міса, Ансамбль

### Акт II
- "Where is the Justice? (Reprise 2)" (Де справедливість? (реприза №2)) — Ансамбль
- "Mortals and Fools" (Смертні та наївні) — Міса, Рем
- "Stalemate" (Пат) — L, Лайт, Міса, Ансамбль
- "I'll Only Love You More" (Я лиш любитиму тебе ще більше) — Міса, Саю
- "The Way Things Are" (Справжній стан речей) — L
- "Where is the Justice? (Reprise 3)" (Де справедливість? (реприза №3)) — Ансамбль
- "Mortals and Fools (Reprise)" (Смертні та наївні (реприза)) — Рем, Рюк
- "Honor Bound" (Зв’язаний честю) — Соітіро
- "Playing His Game" (Граючи в його гру) — L, Лайт
- "Playing His Game (Reprise)" (Граючи в його гру (реприза)) — Лайт
- "Borrowed Time" (Позичений час) — Міса
- "When Love Comes" (Коли приходить любов) — Рем
- "The Way Things Are (Reprise)" (Справжній стан речей (реприза)) — L
- "The Way It Ends" (Як все скінчиться) — L, Лайт
- "Hurricane (Reprise 2)" (Ураган (реприза №2)) — Лайт
- "Requiem" (Реквієм) — Ансамбль

## Каст (Акторський склад)
| Роль       | Презентація (США, 2014) | Концепт-альбом (США, 2014) | Токіо (Японія, 2015)           | Турне (Японія/Тайвань, 2017)   | Турне (Японія, 2020)     | Сеул (Південна Корея, 2015) | Сеул (Південна Корея, 2017) | Death Note: The Concert (Росія, 2021) |
| ---------- | ----------------------- | -------------------------- | ------------------------------ | ------------------------------ | ------------------------ | --------------------------- | --------------------------- | ------------------------------------- |
| Лайт Яґамі | Енді Келсо              | Джеремі Джордан            | Кендзі Урай та Гаято Какідзава | Кендзі Урай та Гаято Какідзава | Рьота Мураї та Сьома Каї | Хон Кван-хо                 | Хан Джі-сан                 | Олександр Казьмин                     |
| L          | Дрю Гелінг              | Джарод Спектор             | Теппеі Коіке                   | Теппеі Коіке                   | Фу Такахасі              | Кім Джунсу                  | Кім Джунсу                  | Ярослав Баярунас                      |
| Рюк        | Ерік Андерсон           | Ерік Андерсон              | Котаро Йошіда                  | Казутака Ішії                  | Ейдзі Йокота             | Кан Хон-сок                 | Кан Хон-сок                 | Кирило Гордєєв                        |
| Рем        | Джекі Бьорнс            | Кері Манолакос             | Мегумі Гамада                  | Мегумі Гамада                  | Пак Хьо-На               | Пак Хьо-На                  | Пак Хьо-На                  | Олена Газаєва                         |
| Міса       | Едрієнн Уоррен          | Едрієнн Уоррен             | Фука Юзукі                     | Фука Юзукі                     | Сакура Кірю              | Чжон Сан-а                  | BEN                         | Віра Свєшнікова                       |
| Соітіро    | Роберт Кучіолі          | Майкл Леннінг              | Такесі Кага                    | Тецуя Бессхо                   | Кійотака Імаї            | Лі Чжон-мун                 | Сео Янг-джу                 | Олександр Маракулін                   |
| Саю        | невідомо                | Лора Оснес                 | Амі Маесіма                    | Карін Такахасі                 | Гірарі Нісіда            | Лі Су-бін                   | Лі Су-бін                   | Євдокія Малевська                     |

## Реакція критиків
Мюзикл став одним із найочікуваніших мюзиклів року в Японії та Кореї. Корейська версія отримала позитивні відгуки критиків. Хон Кван-хо і Кім Джунсу отримали загальне схвалення за «сильні голоси» та «блискучу, витончену гру»; в той час як Пак Хьо-на і Кан Хон-сок в ролях Сініґамі Рюка та Рем, за словами критиків, практично «вкрали шоу». Музика Уайлдхорна також отримала високу оцінку від критиків. Однак спроба втиснути 12 томів манґи в мюзикл, що триває дві з половиною години, на погляд критиків, виявилась не дуже вдалою. Постановку також розкритикували за надто спрощену форму та недостатню візуальну видовищність.

## Читати також
- Зошит смерті аніме-серіал